# Мойзельвиц (футбольный клуб)
«Мойзельвиц» — немецкий футбольный клуб из одноимённого города, в настоящий момент выступает в региональной лиге, четвёртом по силе дивизионе страны. Домашние матчи проводит на стадионе «Блючип-Арена», вместимостью 5 260 зрителей.

## История
Клуб основан в 1919 году, под именем «Активист» Зипсендорф, после присоединения «Зипсендорфа» к «Мойзельвицу» в 1976 году был переименован в «Активист» Мойзельвиц, в 1991 году после объединения Германии на короткое время влился в клуб «Бергбау», но затем продолжил независимое существование, сначала под именем «Зипсендорф», а с 1994 года под своим нынешним названием. До 1990-х годов клуб не имел успехов, выступая в самых низших лигах немецкого футбола, 9-10-го уровней, но, с середины 90-х, у клуба начался планомерный подъём, приведший его в настоящее время в четвёртый дивизион немецкого футбола, где до сих пор и выступает.

## Известные игроки
- Ираклий Гемазашвили
- Алеш Пикль

## Известные тренеры
- Дамьян Халата